# Parathesis tetramera
Parathesis tetramera är en viveväxtart som beskrevs av Arthur Allman Bullock. Parathesis tetramera ingår i släktet Parathesis och familjen viveväxter. Inga underarter finns listade i Catalogue of Life.